# Théodore Joseph Boudet
Théodore Joseph Boudet, Conde de Puymaigre, (1816 - 1898), hispanista francés.
Escribió Les vieux auteurs castillans (1862-1863); La cour littéraire de Juan II roi de Castille (París, 1873); Petit romancero, choix de vieux chants espagnols (1878), aparte de otros estudios menores y de traducciones como la de la Crónica de Don Pero Niño (1967), realizada en colaboración con el Conde de Circourt.
- Datos: Q3526374